# UFA Talentbase
UFA Talentbase ist ein Online-Casting-Portal, das von der UFA Film & TV Produktion GmbH ins Leben gerufen wurde. Primäres Ziel der Plattform ist die Suche nach Talenten, neuen Gesichtern und Leuten mit außergewöhnlichen Fähigkeiten. Neben Castings für UFA-Produktionen wie Gute Zeiten, schlechte Zeiten (RTL), Virgin Diaries (VIVA), Sag die Wahrheit (SWR) oder Verbotene Liebe (ARD) wird regelmäßig zu Castings mit Partnern aus anderen Bereichen wie Comedy, Mode, Musik oder Tanz aufgerufen.

## Geschichte
Das Online-Casting-Portal UFA Talentbase startete im Februar 2009 (damals noch unter dem Namen Your Chance) und bietet Castings für Film- und Fernsehproduktionen an. Neben der Zusammenarbeit mit Kooperations- und Medienpartnern wie RTL Radio, Stage Entertainment, Dance Company Flying Steps, Filmakademie Ludwigsburg oder der Jugendmesse YOU führt die Plattform auch regelmäßig Casting-Aktionen mit Kunden durch, bislang u. a. mit New Yorker, Cinestar oder Fressnapf.
Ende Mai 2010 registrierte sich das 23.000. Mitglied und auf YouTube wurde der millionste Upload-Aufruf verzeichnet.
Mitte Januar 2011 durchbrach das Portal die 50.000 Mitglieder-Marke.
Mitte Oktober 2011 waren über 57.000 Benutzer auf der Plattform registriert und die YouTube-Videoaufrufe kletterten auf über 4,3 Millionen Klicks.
Am 14. August 2012 registrierte sich das 60.000. Mitglied auf dem Casting-Portal.
Am 30. August 2013 durfte das 70.000. Mitglied begrüßt werden.
Am 17. Februar 2014 wurde das Casting-Portal Your Chance in UFA Talentbase umbenannt als Teil einer strategischen Weiterentwicklung. Ziel der Umbenennung und Umstrukturierung war es, das Portal künftig auch optisch klar in die UFA Firmenfamilie und der ONE UFA Philosophie zu integrieren. Die UFA Talentbase richtet sich auch weiterhin an all diejenigen, die von einem Auftritt vor der Kamera träumen und/oder ein besonderes Talent zum Beruf machen wollen.
Am 13. März 2014 erreichte die UFA Talentbase eine Mitgliederzahl von 75.000.

## Konzept
Die Registrierung und sämtliche Funktionen von UFA-Talentbase.de stehen dem User kostenlos zur Verfügung. Der Kern des Benutzerbereichs stellt die individualisierte Sedcard dar, mit der die User an Castings teilnehmen können. Auf diesen Cards können sowohl die eigene Person als auch die Fähigkeiten anhand von Videos und Fotos präsentiert werden. Gleichzeitig besteht die Möglichkeit, andere Sedcards zu betrachten und diese zu bewerten, um sie in Castingrunden zu unterstützen. Die Sedcards sind Teil einer Bewerberdatenbank, auf die die Caster zugreifen können.
Die Seite bietet außerdem einen redaktionellen Bereich mit den Schwerpunkten Casting und Talentfindung, der neben Casting-Tipps auch über Neuigkeiten, Gewinnspiele oder Specials berichtet. Exklusive Interviews mit bekannten Schauspielern gewähren einen Blick hinter die Kulissen und die Rubrik Happy Endings zeigt die Erfolge von gecasteten Gewinnern.
Eine Registrierung steht jedem frei, der das siebte Lebensjahr vollendet hat. Minderjährige unter 18 Jahren benötigen das Einverständnis ihrer Erziehungsberechtigten. Die Plattform legt bei den von Usern hochgeladenen Inhalten besonderen Wert auf die Einhaltung der Rechte Dritter (insbesondere Urheber-, Persönlichkeits- und Markenrechte). Aufgrund dessen und geltenden Datenschutzrichtlinien werden Medien, die mehrere Personen abbilden, nicht freigeschaltet. Auch Verstöße gegen gesetzliche Vorschriften, die Netiquette sowie gezielt platzierte Werbung, politische oder religiöse Anschauungen werden nicht toleriert.

## Zielgruppen
Frauen und Männer mit Talenten, neuen Gesichtern und außergewöhnlichen Fähigkeiten jeglicher Art. Beispielsweise (Auszug):
- Schauspieler/Kleindarsteller/Komparsen
- Models
- Moderatoren
- Musiker
  - Bands
  - Sänger
  - Rapper
  - Beatboxer
  - Instrumentalisten
- Comedians/Komiker/Kabarettisten
- Sportler
- Sonstige Bereiche
  - Tiere
  - Tänzer
  - Zauberer
  - Menschen mit besonderen Besitztümern
  - Menschen mit besonderem Aussehen